# Červenka (Olomouci járás)
Červenka település Csehországban, a Olomouci járásban. Červenka Uničov, Medlov, Mladeč, Bílá Lhota és Litovel településekkel határos. Lakosainak száma 1447 fő (2024. január 1.).

## Népesség
A település lakosságának változását az alábbi diagram mutatja:
| Lakosok száma | 655  | 806  | 979  | 859  | 1270 | 1314 | 1444 | 1430 | 1445 | 1447 |
|               | 1869 | 1890 | 1921 | 1950 | 1980 | 2001 | 2017 | 2019 | 2022 | 2024 |